# El valle secreto
El valle secreto (en la versión original australiana Secret Valley) es una serie juvenil australiana de 26 episodios producida en 1980. Coproducida por Telecip, Grundy y TVE, fue estrenada en España el 10 de junio de 1982, emitiéndose los lunes a las 20:00 por TVE-2, y se repuso por primera vez desde el 17 de enero de 1987 por TVE-1 los sábados a las 18:30. La 2 la emitiría de nuevo sobre 1996 por la tarde.

## Argumento
Un grupo de chicos y chicas ayudan a un anciano llamado Dan McCormack a convertir un viejo parque de su propiedad en un campamento de verano que pasará a llamarse «Valle Secreto». Sin embargo, surgen problemas: tienen que luchar contra la codicia y maldad de un grupo de especuladores urbanísticos; así como contra la «Banda del Araña», un grupo de chicos infiltrados dentro del campamento, que tratan de boicotearlo y estropear todo lo que los campistas intentan hacer para mejorar el «Valle Secreto».

## Intérpretes
- Rodney Bell - Serpiente
- Beth Buchanan - Beth
- Miles Buchanan - Miles
- Simone Buchanan - Simone
- Toby Churchill-Brown - Toby
- Benita Collings - Benita
- Max Cullen - Mr. Cribbins
- Aldo Sambrell - Sr. Ortega
- Claudia Gravy - Sra. Ortega
- Kelly Dingwall - «Araña» McGlurk
- Tom Farley - Tom
- Frank Gallacher - Dan McCormack
- Vincent Gil - Vincent
- Dennis Grosvenor - Dennis
- Marianne Howard - Marianne
- Hugh Keays-Byrne - William Wopper
- Michael McGlinchey - Mike
- Aki Slater - Toshiro
- Troy Wilkinson - Gorrión

## Leyendas urbanas
Circuló un rumor sobre Russell Crowe afirmando que habría participado en la serie, bien como "Pequeño Jimmy", bien como el líder de la banda del "Araña". En realidad, en la época en que se rodó la serie, Crowe usaba el nombre artístico de Russ Le Roq y trataba de abrirse paso como músico profesional.

## Canción de inicio
La cabecera de la serie usaba un tema basado en la popular canción australiana de finales del siglo XIX «Waltzing Matilda»:

I had a dream I could ride across the mountaintop

Right on the ways where the sea turns blue

Young trees, gumtrees

Rising till they touch the sky

I know a place where it all comes true

I know a valley, I know a valley

My secret valley the world has to see

One place for children welcome from around the world

Please come and share secret valley with me

Paris, London, Montreal and Amsterdam

So many friends that we want to know

From the hills of Spain to the city streets of Germany

I know a place where we all can go

I know a valley, I know a valley

My secret valley the world has to see

One place for children welcome from around the world

Please come and share secret valley with me

Tuve un sueño en el que podía cabalgar por la cima de la montaña

Derecho al camino donde el mar se vuelve azul.

Árboles jóvenes, eucaliptos,

elevándose hasta tocar el cielo.

Conozco un lugar donde todo se vuelve realidad,

conozco un valle, conozco un valle.

Mi valle secreto que el mundo tiene que ver,

un lugar al que los niños de todo el mundo son bienvenidos.

Por favor, ven y comparte el valle secreto conmigo.

París, Londres, Montreal y Amsterdam,

tantos amigos a los que queremos conocer,

desde las colinas de España a las calles de las ciudades de Alemania.

Conozco un lugar al que todos nosotros podemos ir,

conozco un valle, conozco un valle.

Mi valle secreto que el mundo tiene que ver,

un lugar al que los niños de todo el mundo son bienvenidos.

Por favor, ven y comparte el valle secreto conmigo.